# Panelové šetření
Panelové šetření (také panelový výzkum či panelová analýza, z it. panello a lat. pannus - kus látky) je opakované šetření, které je prováděno na stejném souboru osob v delším časovém horizontu. Tento soubor osob se nazývá panel. Panel je většinou vytvořen jako reprezentativní vzorek určité populace. Pomocí tohoto výzkumného procesu je možné zachytit sociální, ekonomickou, kulturní nebo politickou změnu a ostatní sociální procesy na úrovni jednotlivců. Základní podmínkou panelového šetření je alespoň jednou zopakovat výzkum s použitím stejných údajů na tomtéž souboru osob. Za určitých okolností se může sledovaná tematika obměňovat, např. na panelu televizních diváků zjišťovat sledovanost jednotlivých pořadů a toto doplňovat aktuálními otázkami. Data získaná z panelového šetření jsou sociology využívána pro ověření kauzálního vztahu dvou proměnných, jejichž vývoj se v čase proměňuje.

## Výhody panelového šetření
Výhodou panelových dat je schopnost změřit hrubou změnu. Vědecká literatura rozlišuje dva typy změn, hrubou a čistou. Čistá popisuje změnu na celkové úrovni, například změny v nezaměstnanosti, kdežto hrubá pojednává o jednotlivcích a umožňuje tak sledovat jejich myšlení, názory a postoje. Sledování hrubé změny tedy napomáhá k pochopení, jakým způsobem dochází k celkové tj. čisté změně. Panelový výzkum také dokáže získat údaje, které nelze zjistit zpětně, jelikož si je respondenti nejsou schopni přesně pamatovat. Mohou to být jakékoli otázky zabývající se motivací, postojem nebo emocionálním stavem. Panelové šetření umožňuje tyto vlivy přesně zaznamenat v časovém horizontu.

## Nevýhody panelového šetření
Panelové šetření s sebou nese i několik úskalí. Mezi hlavní z nich patří problém s intenzitou dotazování se respondentů. Pokud jsou dotazováni příliš často, dochází k jejich ovlivňování, tzv. panelovému efektu. Ten spočívá v nezáměrném zkreslení informací. Opakovaným dotazováním jednoho souboru respondentů dochází k jejich „profesionalizaci.“ V podstatě se stávají profesionálními respondenty. Příkladem může být respondent vyplňující spotřební deník. Když jej vyplňuje pravidelně, stává se racionálnějším v nákupech a ve spotřebě, protože podvědomě více vnímá své okolí. Sleduje nové výrobky v obchodech, slevy, všímá si obměny nových a starých značek. Dalším příkladem mohou být manželé. Postupem času se ukázalo, že reprezentativní vzorek se hádal mnohem méně než jiní manželé, protože díky šetření si hádky více uvědomili a předcházeli jim. Dalším problémem je „úmrtnost panelu.“ Není totiž možné zajistit od respondentů 100% návratnost. Pokud bude v každé vlně návratnost alespoň 90%, po deseti vlnách panelu to bude už jen 35% z původních dotázaných. Z metody vyplývá, že do výzkumu nejsou přijímáni noví respondenti, což může mít za následek nereprezentování současné populace v době, kdy šetření skončí. Ale aby výsledky analýzy panelových dat mohly být generalizovány na celou populaci, je nezbytné, aby panel zůstal reprezentativní. Panelové výzkumy musí aplikovat mechanismy, které by umožnily vypořádat se s faktem, že charakteristiky populace se mění v průběhu doby.

## Historie panelového šetření
Historie panelového šetření sahá do 30. a 40. let 20. let. Již od počátku se tento typ výzkumu široce využíval jak na akademické půdě, tak v komerční sféře v oblastech průzkumů trhu či výzkumu veřejného mínění, a to zejména v Americe. Panelová analýza si od začátku kladla za cíl zachytit a měřit změnu na úrovni jedinců. Přestože panelový výzkum existuje pouze několik desítek let, vznikla za tuto krátkou dobu řada velkých národních panelových výzkumů, které se zaměřují na studium změny – změny příjmů, dynamiky zaměstnanosti, chudoby, exkluze, změny rodinného a ekonomického statusu či vlivu sociálních politik na způsob života jedinců. V poslední době se v jednotlivých státech zvýšil zájem o zachycení změn a porozumění, což vedlo výzkumníky ke snaze vytvořit porovnatelné panelové výzkumy či datové soubory. První použití panelového šetření je spojeno s výzkumem Stuarta Ricea z roku 1924, kdy byla stejná skupina studentů z Dartmouth College opakovaně dotazována ohledně volebních preferencí v prezidentských volbách. Podobně použil panelovou analýzu také Theodore Newcomb. Při výzkumu studentek se snažil zjistit, jak se změnily v průběhu několika let názory mladých žen z privilegovaných, konzervativních rodin v liberálním prostředí Bennington College. Obě tyto prvotní aplikace panelového výzkumu se zaměřovaly na změnu názorů studentů či studentek v průběhu několika let a současně na analýzu důvodu tohoto zvratu.

### Výzkumy Paula Felixe Lazarsfelda
V době prvních výzkumů byla analýza dat silně limitována dostupnými metodami. Velký posun byl zaznamenán až na konci 30. let díky Paulovi Felixovi Lazarsfeldovi. Kvantitativní metody byly systematizovány a uplatněny k analýze změny. Tehdy metoda panelového šetření nabyla širšího použití v analýze sociálních procesů. První studii zaměřenou na výhody nové metody, ale také na její možná úskalí, publikoval Paul Felix Lazarsfeld společně s Marjorie Fiske v roce 1938 pod názvem The Panel as a New Tool for Measuring Opinions. Další aplikace panelového šetření byla provedena Lazarsfeldem společně s Bernardem Berelsonem a Hazel Gaudet v roce 1940 ve městě Erie County ve státě Ohio v USA, a to ve výzkumu volebních preferencí u příležitosti prezidentských voleb. Studie trvala devět měsíců,v jejímž průběhu byl zkoumán efekt předvolební kampaně na město o 43 000 obyvatelích. Výzkum proběhl na čtyřech reprezentativních vzorcích populace (tj. souborech) po 600 respondentech/respondentkách. Výsledky byly v roce 1944 publikovány v knize The People’s Choice: How the Voters Makes Up His Mind in a Presidential Campaign. Byly zaměřeny na zkoumání procesu utváření volební preference, jak rozhodnutí voliče ovlivňuje tisk, rozhlas, rodinné prostředí a sociální příslušnost, majetek, náboženství a zejména pak protikladný tlak na voliče ze strany volených kandidátů. Zásadní význam představovalo formování volebního rozhodnutí, proměna a dále jeho vývoj, což bylo následně analyzováno. Předmětem analýzy se stalo mikroúrovňové sledování, tedy jak konečné rozhodnutí jedince ovlivnil například kontakt s dalšími lidmi v průběhu předvolební kampaně, četba novin či poslech rádia. Pro pochopení vývoje změny se jevily významné tři otázky a jejich odpovědi, které jsou i nadále klíčové ve všech panelových výzkumech: „Jací lidé jsou náchylní ke změně? – tj. kdo se mění?“ „Následkem jakého vlivu tyto změny nastávají? – tj. kdo (co) ovlivňuje?“ „Jakým směrem jsou tyto změny uskutečňovány? – tj. jaký je směr změny?“

### Další vývoj panelového výzkumu
První dlouhodobý panelový výzkum vznikl až v roce 1968 v USA pod názvem The Panel Study of Income Dynamics (PSID). Panelové šetření sledovalo dlouhou dobu velké množství lidí včetně jejich dětí, které od svých rodin odešly a rozhodly se založit vlastní rodinu. V roce 1968 byl dotazován reprezentativní vzorek 5 000 amerických rodin, ovšem po 13. vlně dotazování jich bylo již 6 500. Návratnost odpovědí byla po čtrnácti letech výzkumu 47%. Výzkum se zabýval otázkami příjmů, složením rodiny, zaměstnaností, ziskem, rozdělení domácích prací, časem zabraným dojížděním do práce, výše výdajů na bydlení, potraviny a mnoho dalšího.

## České panelové výzkumy
V české sociologické praxi se panelové výzkumy začaly uplatňovat až po roce 1989. Vznikla šetření jako například Rodina 1989–1998, Statistika rodinných účtů při Českém statistickém úřadu, Gender and Generation Programme. V komerční sféře byl organizací Gfk se společností Incoma založen Panel domácností. Přesto sociální vědy v České republice nedisponují panelovými daty z dlouhotrvajících výzkumů, které by poskytly informace o změnách postojů a chování v průběhu desítek let u stejných jednotek zkoumání.